# Фінал кубка Італії з футболу 1980
Фінал Кубка Італії з футболу 1980 — фінальний матч розіграшу Кубка Італії сезону 1979—1980, в якому зустрічались «Рома» і «Торіно». Матч відбувся 17 травня 1980 року на «Стадіо Олімпіко» в Римі.

## Шлях до фіналу
| Рома      | Рома                     | Раунд                            | Торіно     | Торіно                            |
| --------- | ------------------------ | -------------------------------- | ---------- | --------------------------------- |
| Суперник  | Результат                | Кубок Італії з футболу 1979—1980 | Суперник   | Результат                         |
| Перуджа   | 1–0 на виїзді            | Груповий раунд                   | Палермо    | 1–0 на виїзді                     |
| Асколі    | 2–2 вдома                | Груповий раунд                   | Лечче      | 3–2 на виїзді                     |
| Сампдорія | 2–1 вдома                | Груповий раунд                   | Катандзаро | 1–0 вдома                         |
| Барі      | 1–0 на виїзді            | Груповий раунд                   | Парма      | 2–0 вдома                         |
| Мілан     | 4–0 на виїзді, 2–2 вдома | 1/4 фіналу                       | Лаціо      | 0–0 вдома, 0-0 пен. 4:3 на виїзді |
| Тернана   | 1–1 на виїзді, 2–0 вдома | 1/2 фіналу                       | Болонья    | 0–0 на виїзді, 0-0 пен. 4:2 вдома |

## Фінал
| 17 травня 1980 |

| «Рома» | 0:0 дч | «Торіно» |
| ------ | ------ | -------- |
|        |        |          |

| «Стадіо Олімпіко», Рим Арбітр: Альберто Мікелотті |

|                                                                        |     | Пенальті                                                      |  |
| Джованнеллі · Конті · Де Надай · Ді Бартоломеї · Сантаріні · Анчелотті | 3:2 | Мандорліні · Маріані · Греко · Граціані · Печчі · Дзаккареллі |  |

|                  |  |                        |  |     |
|                  |  |                        |  |     |
| В                |  | Франко Танкреді        |  |     |
| З                |  | Ромео Бенетті          |  | 91' |
| З                |  | Доменіко Маджора       |  |     |
| З                |  | Мікеле Де Надай        |  |     |
| З                |  | Мауріціо Туроне        |  |     |
| З                |  | Серджіо Сантаріні      |  |     |
| ПЗ               |  | Бруно Конті            |  |     |
| ПЗ               |  | Паоло Джованнеллі      |  |     |
| ПЗ               |  | Карло Анчелотті        |  |     |
| Н                |  | Роберто Пруццо         |  |     |
| Н                |  | Мауро Амента           |  | 75' |
| Запасні:         |  |                        |  |     |
| ПЗ               |  | Агостіно Ді Бартоломеї |  | 91' |
| ПЗ               |  | Роберто Скарнеккія     |  | 75' |
| Головний тренер: |  |                        |  |     |
| Нільс Лідгольм   |  |                        |  |     |

|                  |  |                    |  |     |
|                  |  |                    |  |     |
| В                |  | Джуліано Терранео  |  |     |
| З                |  | Патриціо Сала      |  |     |
| З                |  | Луїджі Данова      |  |     |
| З                |  | Сальваторе Вулло   |  | 62' |
| З                |  | Доменіко Волпаті   |  |     |
| ПЗ               |  | Ренато Дзаккареллі |  |     |
| ПЗ               |  | Еральдо Печчі      |  |     |
| ПЗ               |  | Марко Мазі         |  |     |
| ПЗ               |  | Джузеппе Греко     |  |     |
| Н                |  | Франческо Граціані |  |     |
| Н                |  | Паоло Пулічі       |  | 96' |
| Запасні:         |  |                    |  |     |
| З                |  | Андреа Мандорліні  |  | 62' |
| ПЗ               |  | П'єтро Маріані     |  | 96' |
| Головний тренер: |  |                    |  |     |
| Ерколе Рабітті   |  |                    |  |     |